# سانتا توماس، چومبیویلکاس
سانتا توماس (به اسپانیایی: Santo Tomás) یک شهرک در پرو است که در استان چومبیویلکاس واقع شده‌است.